# Haplodrassus lilliputanus
Haplodrassus lilliputanus är en spindelart som beskrevs av Levy 2004. Haplodrassus lilliputanus ingår i släktet Haplodrassus och familjen plattbuksspindlar.
Artens utbredningsområde är Israel. Inga underarter finns listade i Catalogue of Life.